# Mar de Savu
O Mar de Savu é uma pequena porção do Oceano Pacífico localizada entre as ilha interiores do arco vulcânico de Banda (Flores, Solor, Lomblen, Pantar e Alor) a norte e as exteriores, não-vulcânicas (Sumba, Roti, Sawu e Timor) a sul, na Indonésia. Com uma extensão de cerca de 650 km e uma área de cerca de 105 000 km², comunica com o Mar de Banda, a norte e com o Mar de Timor, a sul.